# آنانتا (آرکیپا)
آنانتا (به اسپانیایی: Ananta) یک کوه در پرو است که در Peru, Arequipa Region, Caylloma Province واقع شده‌است. آنانتا ۵٬۲۴۰٫۱ متر بالاتر از سطح دریا واقع شده‌است.